# Nombre romano
El nombre oficial de los antiguos romanos se formaba a partir de una combinación de nombres personales y familiares, conocida como la tria nomina, compuesta del praenomen, el nomen gentile y el cognomen, además de la filiacióny la tribu. También se pueden encontrar otros elementos adicionales, como los supernomina, nombres añadidos, con dos elementos, el agnomen o sobrenombre y el signum, el polinomina, con el uso de varios cognomina, y la origo,indicador de procedencia u origen, usado hasta la época de los Severos. 
Los nombres propios entre los romanos se otorgaban a las niñas el octavo día después del nacimiento y el noveno a los niños. Este día era denominado dies lustricus y en él, el recién nacido era legitimado por su padre ante el hogar doméstico; esto se realizaba mediante la ceremonia de alzar al recién nacido del suelo (tollere filium) y tomarlo en brazos. En ese momento, tras purificarlos (lustrare), a los niños se les daba el praenomen, equivalente a nuestro nombre de pila, siempre coincidente con el de alguno de sus antepasados; a las niñas se les daba su nomen, siempre coincidente con el de su clan (gens). Por ejemplo, las niñas de la gens Julia se llamaban todas «Julia» y «Cornelia» las de la gens Cornelia. Para distinguirlas, se añadían las palabras minor, maior, tertia... según su orden de nacimiento.
La fórmula onomástica es lo que diferenciaba a las personas y les definía como romanos, además de su estatus jurídico, mostrando si era libre, esclavo o liberto, mediante la indicación de la filiación en el caso de los libres, o de la indicación del patrono en el caso de los esclavos o libertos. Por ello, esta fórmula sólo se aplica a los ciudadanos romanos hombres (ingenui), y las mujeres (aunque fuesen ciudadanas), los esclavos, libertos y extranjeros poseían una fórmula onomástica diferente.
Cabe destacar que el sistema onomástico fue evolucionando con el paso del tiempo. Ejemplo es que el año 212 d. C., cuando salió la Constitutio Antoniana y se concedió la ciudadanía a todos los habitantes libres del imperio, la nomenclatura pasó a ser según el rango social. Así fue que muchos ciudadanos se incluyeron en el sistema de la tria nomina, siendo su cognomen indígena. Es también en el Bajo Imperio cuando se oficializó el cristianismo, y con ello, se expandieron cognomina de tipo cristiano o bíblico.

## Estructura del nombre
Los praenomina eran el primer elemento de la tria nomina, que se corresponde al nombre propio. Eran un catálogo reducido de nombres, concretamente 18, que se identificaban fácilmente por sus abreviaturas, aceptadas por toda la sociedad:
| Abreviatura | Nombre  | En latín        |
| ----------- | ------- | --------------- |
| A.          | Aulo    | Aulus           |
| Ap.         | Apio    | Appius          |
| C.          | Cayo    | Caius o Gaius   |
| Cn.         | Cneo    | Cnaeus o Gnaeus |
| D.          | Décimo  | Decimus         |
| K.          | Cesón   | Kaeso           |
| L.          | Lucio   | Lucius          |
| M.          | Marco   | Marcus          |
| M'.         | Manio   | Manius          |
| Mam.        | Mamerco | Mamercus        |
| N.          | Numerio | Numerius        |
| P.          | Publio  | Publius         |
| Q.          | Quinto  | Quintus         |
| Ser.        | Servio  | Servius         |
| Sex.        | Sexto   | Sextus          |
| Sp.         | Espurio | Spurius         |
| T.          | Tito    | Titus           |
| Ti.         | Tiberio | Tiberius        |

Los varones de edad adulta, y de clase noble, disponían de los tria nomina ('los tres nombres'): el citado praenomen, el nomen, correspondiente a su gens, y un cognomen. Por ejemplo, Gaius (praenomen) Iulius (nomen) Caesar (cognomen).
El uso de los tria nomina para designar al ciudadano romano aparecen a finales del siglo II a. C.. Sin embargo, el praenomen deja de usarse en el siglo II d. C., y el nomen en los siglos IV y V d C.
El praenomen es el nombre propio o nombre de pila de una persona. Se usaba para distinguir entre varias personas que comparten un mismo nomen. Por ejemplo, Quintus o Sextus, que indican el orden del nacimiento. Sin embargo, el praenomen fue perdiendo valor, heredándose de padre a hijo y compartiéndose incluso, entre hermanos. A finales de la República, se convierte en la lista cerrada de dieciocho señalada anteriormente, más los citados numerales Quintus, Sextus, Septimius, Octavius, Nonius y Decius que se usaban cuando no se querían repetir los de la serie.

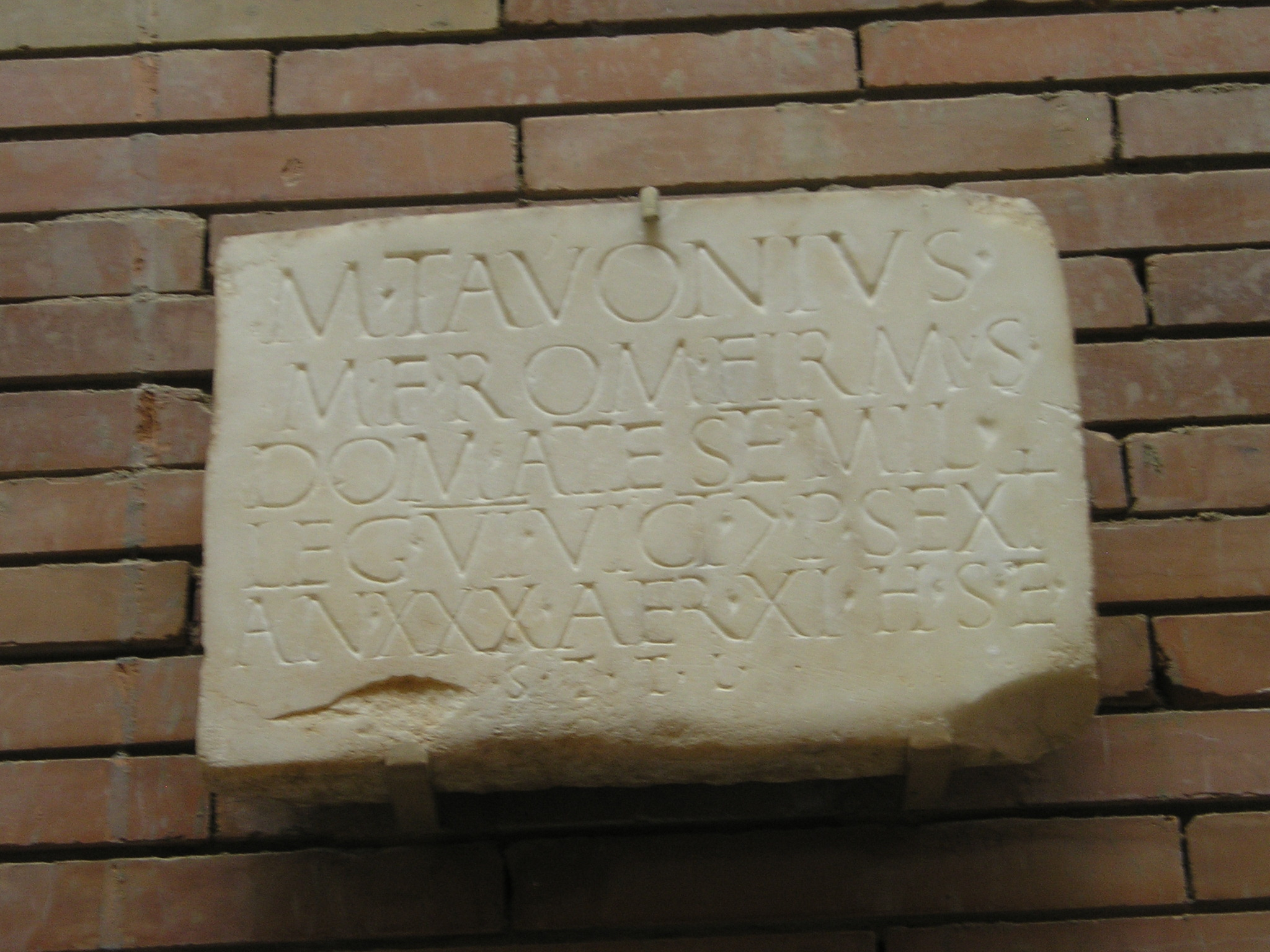
Inscripción funeraria procedente de Augusta Emerita (Mérida, (Badajoz, España) depositada en Museo Nacional de Arte Romano, dedicada a un soldado de la Legio VI Victrix que indica su praenomen, su nomen, su filiación, su tribu, su cognomen y su origo.

El nomen o nomen gentile era el segundo elemento, nombre hereditario y común a una gens, siendo el elemento que lo identificaba como parte de la misma. Lo llevaban tanto hombres como mujeres, clientes y libertos. En las inscripciones suelen aparecer abreviados:
| Abreviatura | Nombre   |
| ----------- | -------- |
| AEL         | Aelius   |
| ANT (ON)    | Antonius |
| AVR         | Aurelius |
| CL(AVD)     | Claudius |
| FLA         | Flavius  |
| I(VL)       | Iulius   |
| POMP        | Pompeius |
| VAL         | Valerius |
| VLP         | Ulpius   |

El cognomen, tercer elemento de la tria nomina, va después de la mención de la tribu, lo que significa que es posterior a la época de Servio Tulio. Era en origen un mote o apodo, que hacía referencia a singularidades corporales, hábitos, ocupación, lugar de origen…
El cognomen tiene como función diferenciar al individuo dentro de una misma gens. Con el tiempo se volvieron hereditarios y pudieron añadirse otros cognomina. Por ejemplo, una familia de la gens Cornelia es la de los Cornelios Escipiones. Una rama adoptó el cognomen «Nasica» para diferenciarse de la rama del Africano. Miembros de los Nasica tomaron además un tercer cognomen: Serapión, Córculo.
Durante los últimos siglos del Imperio, determinados tipos de cognomina fueron clasificados por algunos gramáticos como agnomen. En ellos se incluían dos tipos: los cognomina ex virtute, o los derivados de los nomina, que indicaban el parentesco de los romanos que habían sido adoptados por una gens diferente.
Los cognomina ex virtute generalmente distinguían victorias sobresalientes de algún general. La historia de Roma está llena de personajes que consiguieron cognomina como resultado de sus hazañas: Publio Cornelio Escipión el Africano, quien dirigió la segunda guerra púnica en la provincia de África; Marco Valerio Máximo Corvo, que derrotó a un pueblo galo ayudado por un cuervo; Aulo Postumio Albo Regilense, que comandaba al ejército romano en la batalla del Lago Regilo.
Los cognomina no eran muy variados. En 1965, Iiri Kajanto estudió 130.000 individuos recogidos en el Corpus Inscriptionum Latinarum, y el 20% de los cognomina derivaban de gentilicio y el 18 % de los cognomina designaban al 25% de los individuos.

### Filiación y tribu
En documentos administrativos se añadía a los tria nomina la filiación y la tribu a la que pertenecía el individuo. Por ejemplo, Cicerón era M.Tullius M.f.M.n.Cor. Cicero; es decir, Marco Tulio Cicerón, hijo de Marco, nieto de Marco, de la tribu Cornelia.
La filiación señalaba que el padre del individuo era un hombre libre. La filiación se ubicaba entre el nomen y la tribu, y se expresaba con el praenomen del padre en genitivo seguido de la abreviatura de hijo/a.
La tribu es otro elemento que indica que el individuo es un ciudadano romano. En origen, se trata de una circunscripción en la que debe votar el ciudadano en función de su domicilio. Sin embargo, la adscripción a la tribu se convierte en hereditaria y no se fija en función del domicilio.
La tribu se coloca después de la filiación y antes del cognomen. El número de tribus se fija en treinta y cinco durante el siglo III a. C.: cuatro urbanas (Collina, Esquilina, Palatina, Suburbana) y treinta y una rústicas. Son las siguientes:
| Abreviatura | Nombre       | Abreviatura | Nombre       |
| ----------- | ------------ | ----------- | ------------ |
| AEM         | Aem(ilia)    | PAL         | Pal(atina)   |
| ANI         | Ani(ensis)   | PAP         | Pap(iria)    |
| ARN         | Arn(ensis)   | POL         | Pol(lia)     |
| CAM         | Cam(ilia)    | POM         | Pom(ptina)   |
| CLA         | Cla(udia)    | PVB         | Pub(Lilia)   |
| CLV         | Clu(stumina) | QVIR        | Quir(ina)    |
| COL         | Col(lina)    | ROM         | Rom(ilia)    |
| COR         | Cor(nelia)   | SAB         | Sab(atina)   |
| ESQ'.       | Esq(uilina)  | SCAP        | Scap(tia)    |
| FAB'.       | Fab(ia)      | SER         | Ser(gia)     |
| FAL'.       | Fal(erna)    | STE         | Ste(llatina) |
| GAL'.       | Gal(eria)    | SVB         | Sub(urana)   |
| HOR'.       | Hor(atia)    | TER         | Ter(entia)   |
| LEM'.       | Lem(onia)    | TRO         | Tro(mentina) |
| MAEC'.      | Maec(ia)     | VEL         | Vel(ina)     |
| MEN'.       | Men(enia)    | VOL         | Vol(tinia)   |
| OVF         | Ouf(entina)  | VOT         | Vot(uria)    |

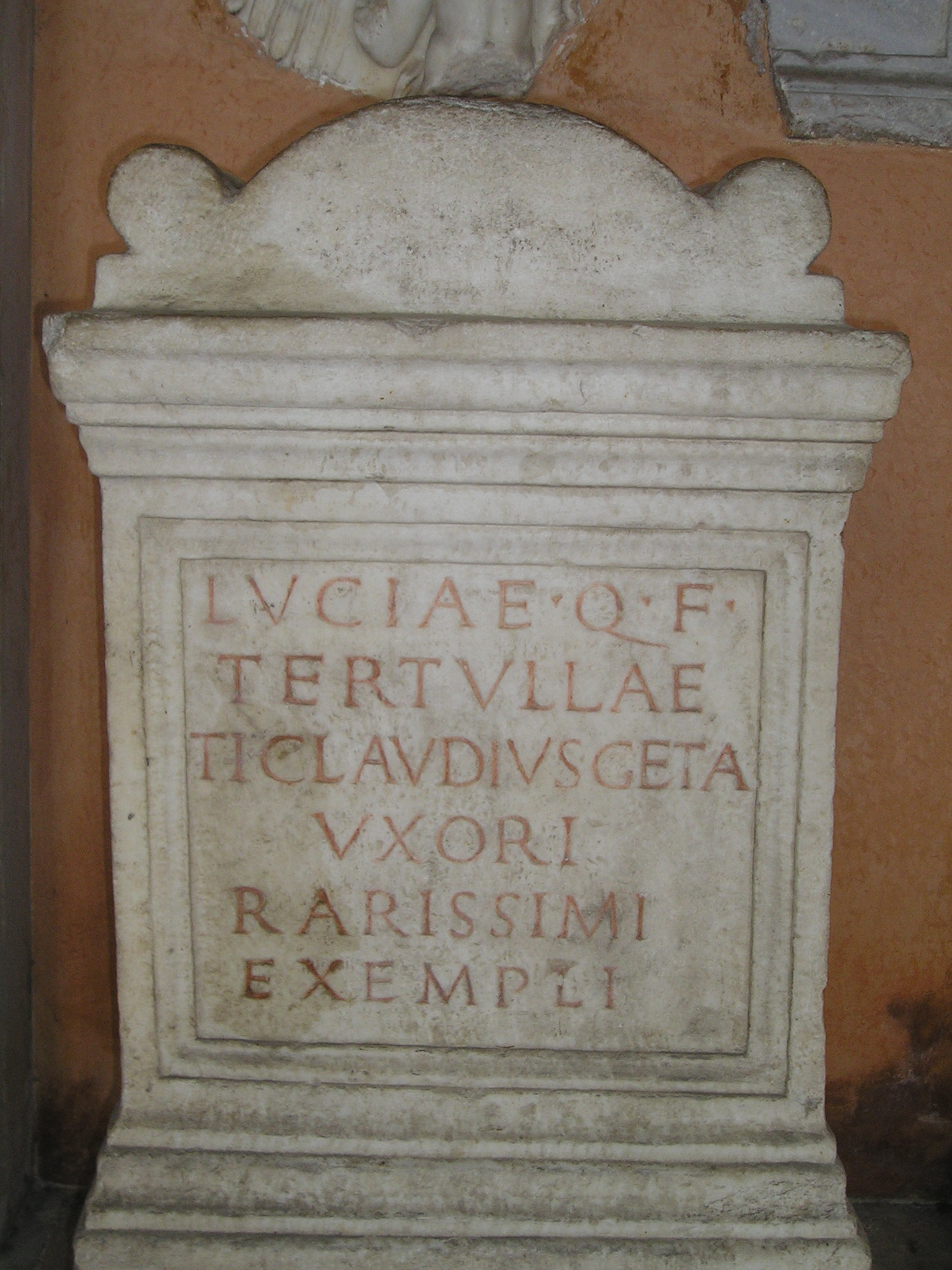
Inscripción procedente de Roma (Italia) conservada en el claustro de la basílica de San Pablo Extramuros dedicada a una mujer en la que se indica su nomen, su filiación y su cognomen y que le fue dedicada por su marido, con tria nomina.

A medida que Roma va conquistando territorios, estos se van adjudicando a una tribu determinada en la que estarán adscritos todos los pobladores del territorio. Esta nomenclatura  se podía emplear si se era ciudadano libre nacido libre (en latín, ingenuus).

### Onomástica de la ciudadana romana
La fórmula onomástica de las mujeres es diferente a la de los hombres, siendo una versión reducida del sistema, debido a que jurídicamente eran consideradas inferiores.
En el caso de las ciudadanas, se componía de nomen, cognomen y filiación. El nomen era el nombre familiar en femenino (Valeria en la familia de los Valerios, Metela en la de los Metelos…), aunque hay pruebas de que a las mujeres se les podía poner indistintamente el nomen del padre o de la madre, al igual que sucede en el caso de los hombres.
No obstante, se han encontrado evidencias escritas en griego, en las que se ve una variación en el entendimiento del sistema de nomenclatura romano, pues se cambia el orden de los elementos. Así, hay casos de mujeres que poseían la tria nomina, ciudadanas y libertas; y de libertas cuyo praenomen es diferente al de su patrono.
El cognomen atribuido a mujeres más simple era establecer el orden de nacimiento (Prima, Secunda, Tertia…), pero podía ser cualquier tipo de apodo, incluso heredando el cognomen del padre en femenino. A veces, los cognomina eran formas en diminutivo de un nombre, como Agrippina del masculino Agrippa. Especialmente en época imperial, entre la aristocracia se extendió el usar varios cognomina heredados de los nombres maternos o paternos.
En las inscripciones, las mujeres aparecían con la filiación paterna, al igual que los hombres. En ocasiones, se une el nombre del marido al suyo, poniendo “esposa de” o debiendo ser traducido así (Caeciliae Q. Cretici F(ilia) Metellae Crassi, a Cecilia Metela, hija de Quinto Crético, esposa de Craso); o el nombre del marido aparece con la fórmula del agnomen. 
Como la mujer carece de praenomen, el liberto de una mujer adopta el praenomen del padre de ella, y en la indicación praenomen seguido de la palabra libertus usa la C invertida, que suele traducirse con el supuesto praenomen femenino de G(aia) o como sinónimo de mujer.
En contadísimas inscripciones se ha encontrado después del cognomen de la mujer, el nomen del marido en genitivo.
Caecilia Q(uniti) Cretici f(ilia) Metella Crassi
Los adoptados tomaban los nombres de los adoptantes y, bajo la forma en -ianus, añadían el de su propia gens original. Por ejemplo, un Publio Cornelio Escipión Emiliano fue originalmente miembro de la gens Emilia. Cuando fue adoptado por el hijo del Africano, tomó su nombre y añadió «Emiliano» a partir de su gens original.

### Esclavos y libertos
El esclavo tiene un solo nombre seguido de la denominación de su dueño en genitivo y de la palabra servus. Si los esclavos han sido transferidos de un dueño a otro, el esclavo tiene un segundo nombre acabado en -anus, que es el nombre del dueño que le ha transferido. A finales del siglo I d. C. se extiende la costumbre de omitir el estatus de esclavo.
Los libertos también tienen tria nomina: praenomen, nomen y cognomen. El praenomen y el nomen es el de su patrono y el cognomen su antiguo nombre de esclavo. La condición de liberto se ubicaba entre el nomen y el cognomen, y se expresaba con el praenomen del patrono en genitivo seguido de la abreviatura de libertus. M(arcus) Tullius M(arci) lib(ertus) Tito. Cuando el liberto fuese antiguo esclavo del emperador, se sustituye el praenomen por la fórmula Aug(usti) o Caes(aris) n(ostri) l(ibertus) o l(iberta). A finales del siglo II d. C. se extiende la costumbre de omitir el estatus de liberto.